# تاريخ كرواتيا

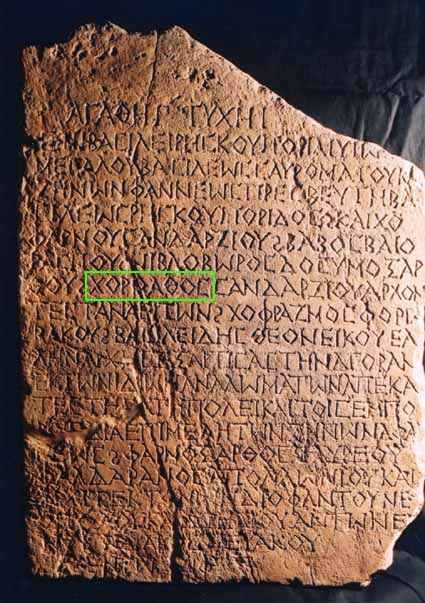
أحد لوحي تانيس، الاسم Khoroáthos موضح بإطار

المنطقة المعروفة باسم كرواتيا اليوم كانت ماهولة بالسكان في فترة ما قبل التاريخ. إذ اُكتشفت حفريات لبشر بدائيون يرجع تاريخها إلى أواسط العصر الحجري القديم في شمال كرواتيا، خاصةً في كرابينا. كذلك تم العثور على بقايا حفريات تعود إلى العصر الحجري الحديث والعصر النحاسي في جميع أنحاء البلاد. أكبر نسبة من المواقع هي في وديان الأنهار في شمال البلاد، ومن أهم الحضارات والثقافات التي وجد آثار لها ستارشيفو وفوشيدول وبادن. كذلك كان للعصر الحديدي آثاره الخاصة التي تعد أوائل ثقافات هالشتات الإيليرية والقلط ولا تين.
في وقت لاحق، استقر في المنقطة عناصر من الليبورنيون والإليريون، في حين اُسست أول المستعمرات الإغريقية في جزر كورتشولا وهفار  وفيس. ثم أصبحت البلاد جزءاً من الإمبراطورية الرومانية. خلال القرن الخامس، حكم يوليوس نيبوس من أواخر الأباطرة للدولة الرومانية الغربية ما تبقى من الدولة من هذا القصر، والتي انتهت بقدوم غزوات الأفار والكروات في النصف الأول من القرن السابع ومن ثم تدمير كل المدن الرومانية بالبلاد.
استناداً لمصدر دي أدرمنستراندو إمبيريو المكتوب في القرن العاشر الميلادي في فترة حكم الإمبراطور البيزنطي قسطنطين السابع، وصل الكروات إلى كرواتيا الحالية في بداية القرن السابع الميلادي، إلا أن هذه المعلومة غير موثوقة، لكن النظريات المختلفة تقترح أن يكون وصول الكروات قد حصل ما بين القرنين السادس والتاسع. استناداً لقسطنطين السابع فقد تنصر الكروات في القرن السابع، ولكن هناك بعض الآراء التي تذكر أن تنصر الكروات كان ابتداءً منذ القرن التاسع. ويعتبر أول حاكم كرواتية الأصل معترف بها من قبل البابا هو دوق برانيمير، حيث سماه البابا يوحنا الثامن بـ("دوق الكروات") عام 879.

جزأين من المملكة الثلاثية: كرواتيا - سلافونيا (رقم 17) ودالماسيا (رقم 5) داخل النمسا والمجر

بعد الانتصارات العثمانية الحاسمة، قسمت كرواتيا إلى أقاليم المدنية والعسكرية في عام 1538. بعد ذلك صارت الأراضي العسكرية تعرف باسم الحدود الكرواتية العسكرية ويحكمها الإمبراطور النمساوي مباشرة. واصل العثمانيون التقدم في الأراضي الكرواتية حتى معركة عام 1593 في سيساك، وهي أول هزيمة حاسمة تلحق العثمانيين وتحقق الاستقرار على الحدود. احتلت الإمبراطورية الفرنسية الأولى تدريجياً كامل الساحل الشرقي للبحر الأدرياتيكي وجزء كبير من الأراضي داخل الساحل وقضت على جمهوريتي البندقية وراغوزا وأنشت مقاطعات إيليرية بين عامي 1797 و1809. فردت البحرية الملكية البريطانية بفرض حصار بحري على البحر الأدرياتيكي أدت لمعركة ليسا عام 1811. شهدت ثلاثينات وأربعينات القرن التاسع عشر حركات قومية رومانسية مستوحاة من النهضة الوطنية الكرواتية، تدعو جميع السلاف الجنوبيين للإتحاد ثقافياً وسياسياً في إمبراطورية. تركيزها الأساسي هو إنشاء لغة قياسية تواجه المجرية مع تعزيز الأدب والثقافة الكرواتية.
في 29 أكتوبر 1918، أعلن البرلمان الكرواتي الاستقلال والانضمام إلى دولة السلوفينيين والكروات والصرب التي شكلت حديثاً والتي بدورها دخلت في اتحاد مع مملكة صربيا في 4 كانون الأول 1918 لتشكيل مملكة الصرب والكروات والسلوفينيين. في نيسان 1941، احتلت ألمانيا وإيطاليا يوغوسلافيا. في أعقاب الغزو، أنشئت دولة كرواتيا المستقلة من أجزاء من كرواتيا والبوسنة والهرسك، ومنطقة سيريم، وهذه الدولة كانت ألعوبة في يد النازيين. وضمت إيطاليا أجزاء من دالماسيا من وضمت المجر مناطق شمال كرواتيا وتضم بارانيا وميجيموريا.
أصبحت كرواتيا بعد الحرب العالمية الثانية إحدى جمهوريات جمهورية يوغسلافيا الاشتراكية الاتحادية وتسمى بجمهورية كرواتيا الاشتراكية وحكمها حزب واحد شيوعي، لكنها تمتعت بقدر من الحكم الذاتي داخل الاتحاد اليوغسلافي. في عام 1967، نشر مجموعة من الكتاب واللغويين الكرواتية إعلانا بشأن وضع واسم من اللغة القياسية الكرواتية وطالبوا بمزيد من الاستقلالية للغة الكرواتية. توتر وتدهور الوضع السياسي في يوغوسلافيا في ثمانينات القرن العشرين بعد نشر مذكرة الأكاديمية الصربية للعلوم والفنون (سانو) عام 1986 وحدتث الانقلابات العسكرية عام 1989 في فويفودينا وكوسوفو والجبل الأسود. تجزأ الحزب الشيوعي مع تجزؤ يوغسلافيا في كانون الثاني 1990، وقد طالب الفصيل الكرواتي يطالب باتحاد مرن. في 15 كانون الثاني 1992، اكتسبت كرواتيا اعتراف دبلوماسي من قبل أعضاء السوق الأوروبية المشتركة ثم الأمم المتحدة. وانتهت الحرب فعلياً في عام 1995 بنصر حاسم لكرواتيا في آب 1995. أعيدت بقية المناطق المحتلة لكرواتيا وفقاً لاتفاق إردوت في تشرين الثاني 1995 التي تم الانتهاء من تنفيذها في كانون الثاني عام 1998.

## وصلات خارجية
- مراجعة للتاريخ الكرواتي - المكتبة الأوروبية الوسطى والشرقية على الإنترنت (بالكرواتية)